# ليوبومير كوكيزا
لوبومير كوكيزا (بالكرواتية: Ljubo Kokeza)‏ (15 مايو 1920 - 22 اغسطس 1992) هو مدرب كرة قدم يوغسلافي راحل. قام بتدريب المنتخب الوطني العراقي والمنتخب العسكري العراقي في عام 1969. وهو أول مدرب اجنبي يشرف على تدريب المنتخب الوطني العراقي.

## مسيرته لاعبا
كان كوكيزا من أبرز اللاعبين اليوغسلاف خلال الفترة التي سبقت وتلت الحرب العالمية الثانية. ولعب لفريق هادوك سبليت (Hajduk Split) من جمهورية كرواتيا منذ عام 1937 وحتى اعتزاله الكرة في عام 1957، وهو بعمر ال 37 عاما. ولعب لمنتخب بلاده يوغسلافيا في عدة مباريات دولية، أولها كانت مباراة ودية ضد تشيكوسلوفاكيا في براغ انتهت بفوز الفريق الوغسلافي 2-صفر.

## مسيرته مدربا
قاد كوكيزا عدة فرق محلية في بلاده عقب الاعتزال، مثل فريق دالماتيناك سبليت وجادران كاسل. وفي عام 1963 انتقل إلى المنطقة العربية حيث قام بتدريب المنتخب المصري وكذلك فريق المصري البورسعيدي حتى عام 1968، ثم لتدريب المنتخبي الوطني والعسكري العراقيين في تجربة لم تستمر طويلا، ليعود بعدها إلى بلاده ويقود عدة فرق، قبل أن يعود إلى المنطقة العربية ويدرب فريق هلال بنغازي الليبي.